# Porte de Schaerbeek
 (décembre 2016).
- Si vous ne connaissez pas le sujet, laissez ce bandeau (vous pouvez alors contacter les auteurs).
- Si vous supprimez le contenu mis en cause (vous pouvez préalablement contacter les auteurs),

argumentez précisément cette suppression dans la page de discussion
(un manque de référence n'est pas un argument ; une recherche réelle de référence doit avoir été effectuée, être formellement documentée).

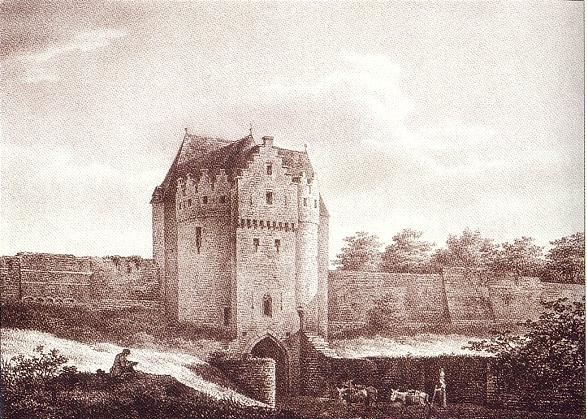
La porte de Schaerbeek à la fin du XVIIIe siècle

La porte de Schaerbeek (en néerlandais : Schaarbeeksepoort) est une des anciennes portes médiévales de la ville de Bruxelles. Construite au XIVe siècle, renforcée au XVIe siècle, elle fut détruite en 1784. 
Elle faisait partie de la seconde enceinte de Bruxelles. 

## Toponymie
À l'origine elle portait le nom de porte de Cologne puisqu'elle donnait accès à la vieille route de Cologne (dont l'actuelle chaussée de Helmet est un vestige), laquelle permettait de rejoindre l'axe commercial allant de Bruges à Cologne. En raison du développement du village de Schaerbeek, le nom de celui-ci a fini par remplacer celui de la ville rhénane.
L'appellation porte de Schaerbeek est encore utilisée au XXIe siècle pour désigner le carrefour de la rue Royale et du boulevard du Jardin Botanique, situé à quelques dizaines de mètres de l'emplacement de l'ancien édifice. 

## Situation

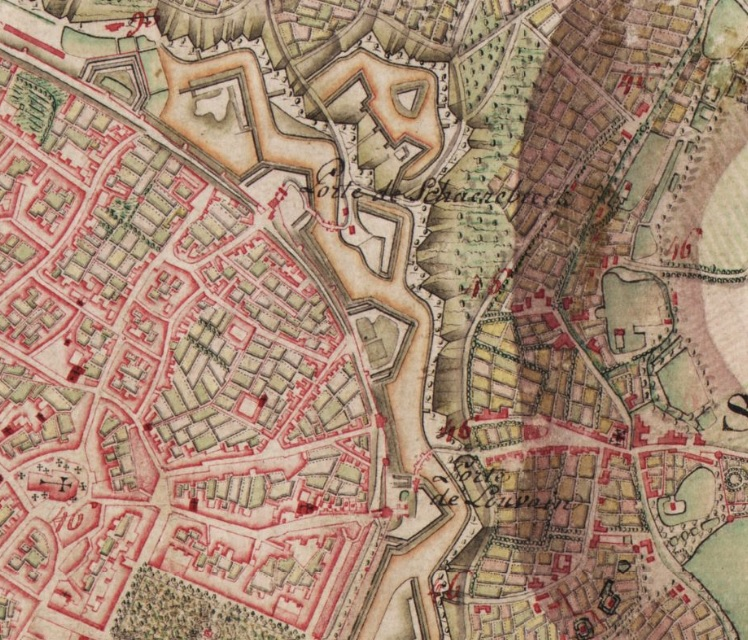
La Porte de Schaerbeek et la Porte de Louvain sur la carte de Ferraris du XVIIIe siècle

Située sur les remparts entre la porte de Louvain et la porte de Laeken, elle servait d'accès nord à la ville et aboutissait, via le chemin de Schaerbeek et la rue aux Herbes Potagères, à la cathédrale Saints-Michel-et-Gudule.
En direction de Schaerbeek, l'actuelle chaussée de Haecht s'appelait chemin d'Ophem et menait au hameau d'Helmet.
Le quartier intra-muros ayant été complètement détruit et réaménagé au cours des XIXe et XXe siècles, le chemin de Schaerbeek n'est plus qu'un vague souvenir : il traversait l'actuelle Cité administrative de l'État.

## Histoire
En 1829, lorsque la Belgique faisait encore partie du royaume uni des Pays-Bas, l'inauguration du Jardin botanique de Bruxelles a été une fête mémorable. Le public était venu nombreux assister au feu d'artifice qui avait eu lieu ce soir là. La Société royale d'Horticulture des Pays-bas avait déjà réalisé un buffet champêtre pendant la journée.
En 1830, la porte de Schaerbeek fut un haut lieu de la révolution belge. L'hôtel de la famille Meeûs fut détruit par un incendie et Ferdinand de Meeûs en était sorti de justesse avec toute sa famille. Les troupes néerlandaises tiraient au canon vers le Parc. La grille monumentale qui fermait l'octroi est encore existante ; elle a été vendue par la ville de Bruxelles et rassure actuellement les châtelains d'un village du Hainaut.
C'est dans une lettre écrite hors de la « porte de Scarrebecke » du 27 septembre 1830 à 4 heures du matin écrite par le prince Frédéric d'Orange-Nassau, fils de Guillaume Ier des Pays-Bas) à son frère Guillaume (futur Guillaume II des Pays-Bas, qu'il déclare devoir quitter la position de Bruxelles devenue trop dangereuse pour ses troupes. Cette lettre a été publiée dans le livre les journées de septembre 1830 écrit par Robert Demoulin est vraiment capitale et atteste de la victoire des Volontaires venus de tous les coins de Belgique afin de faire fuir les troupes néerlandaises de Belgique. On notera, entre autres, la présence des Volontaires de Couvin commandés par le Sous-lieutenant de la Gendarmerie Vandenbussche.

## Accès
| ___ | Ce site est desservi par la station de métro : Botanique. |